# Cierzo

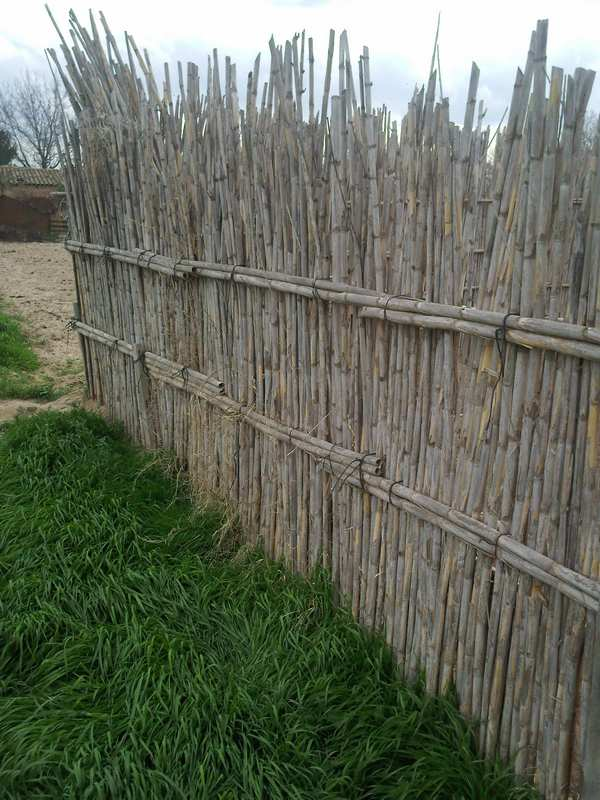
Barde construit avec des roseaux pour protéger les cultures du vent.

Le cierzo (du latin cercius, pour circius) est le vent du nord-ouest dans la partie nord de l'Espagne. En Aragon, dans la Ribera de Navarre et dans La Rioja, il s'agit d'un vent fort, frais et sec dû à la différence de pression entre la mer Cantabrique et la mer Méditerranée.

## Description
Il s'agit d'un vent très fréquent dans la vallée de l'Ebre, qui peut se produire n'importe quel mois de l'année. Des rafales de 100 km/h peuvent se produire dans le centre de la vallée. Le maximum observé, selon les données disponibles, était de 160 km/h en juillet 1954.
Floristán Samanes (1978) a signalé qu'il s'agissait d'un vent aux caractéristiques similaires à la Tramontane (Empordà), au Mistral (vallée du Rhône) et à la Bora (Balkans), puisqu'il est désagréable, froid en hiver et apporte de la fraîcheur en été et qu'il est produit en raison du contraste atmosphérique avec la basse pression de la Méditerranée.
Caton le Censeur (IIe siècle av. J.-C.) fait référence dans ses chroniques à ce vent cercius d'Hispanie citérieure, qui était capable de renverser un homme armé ou des chariots chargés. Aulus Gellius l'appelle circius, qui vient de l'ibérique cercius.
Le cierzo conditionne la vie dans la vallée de l'Ebre car c'est un vent séchant et les plantes doivent lutter contre la sécheresse que le cierzo produit dans le climat. De même, les agriculteurs doivent protéger leurs cultures maraîchères avec des barrières de roseaux ou de plantations d'arbres, qui sont appelées pareteras de caña, enramadas, abrigaños ou bardes. Cependant, il peut aussi avoir des effets bénéfiques pour l'agriculture en empêchant le développement de certains parasites.

## À Saragosse

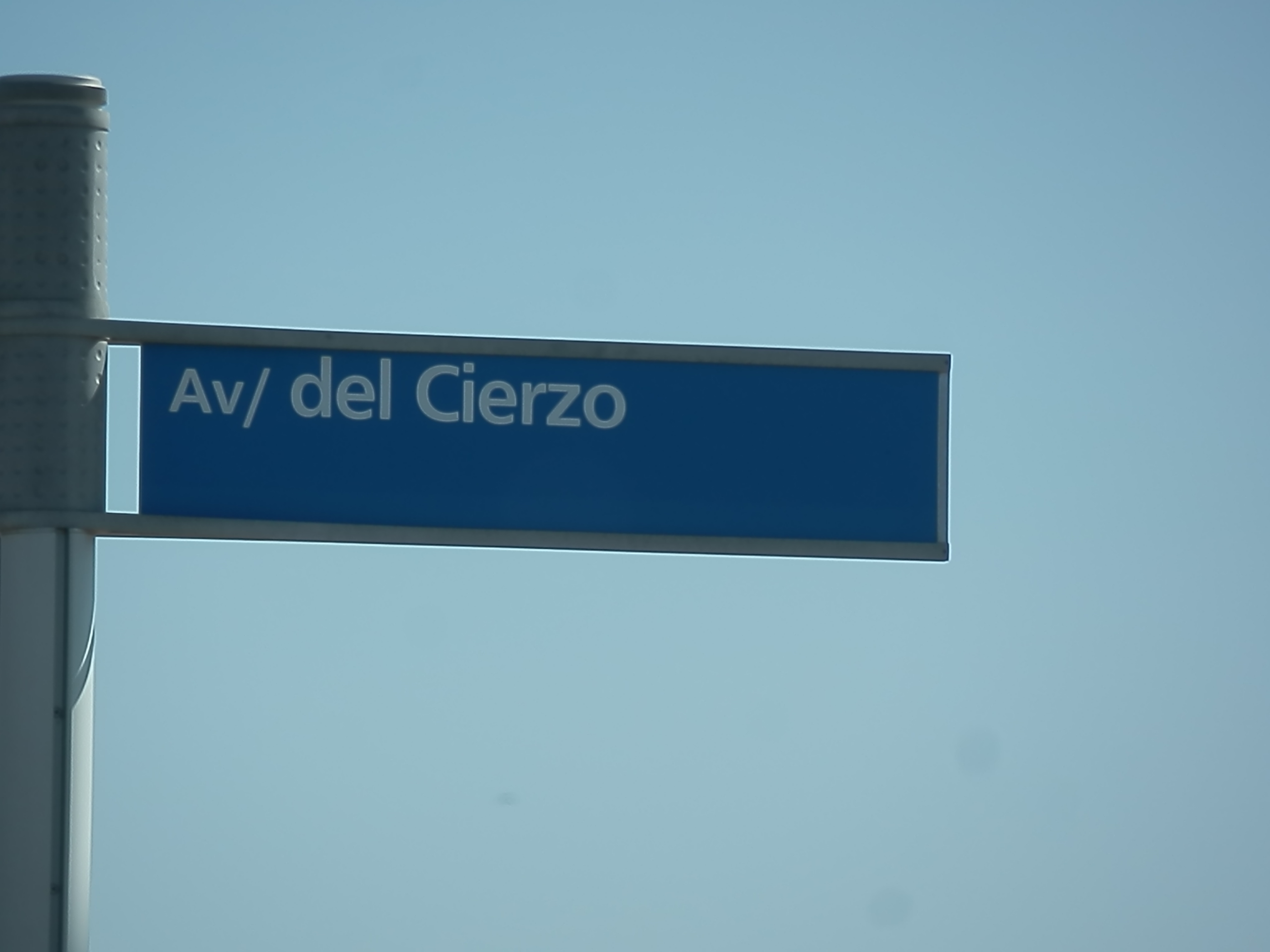
Plaque sur l'Avenida del Cierzo à Saragosse.

Le vent souffle continuellement et intensément à Saragosse. Les calmes représentent 13,5 % de l'année. Sa vitesse moyenne est de 19 km/h, avec une direction dominante NW (cierzo) et SE (bochorno). La vitesse est particulièrement élevée en hiver et au printemps. Dans 60% des cas, le vent est observé à une vitesse supérieure à 12 km/h, une vitesse seuil au-delà de laquelle les effets commencent à être plus nuisibles que bénéfiques. Dans 43% des cas, le vent souffle à une vitesse supérieure à 20 km/h et dans 16% des cas, il dépasse 30 km/h. Des rafales maximales de plus de 100 km/h sont enregistrées. À Saragosse, le vent provoque d'importants dégâts physiologiques et mécaniques.
Le 17 février 1954, une rafale avec direction 290 de 135 km/h a été enregistrée à l'observatoire de l'aéroport de Saragosse.
Eugenio d'Ors appelait Saragosse la mariée du vent.
Le cierzo a une avenue dédiée à Saragosse.